# Starkówiec Piątkowski
Starkówiec Piątkowski – wieś w Polsce położona w województwie wielkopolskim, w powiecie średzkim, w gminie Środa Wielkopolska. 

## Administracja
W latach 1975–1998 miejscowość administracyjnie należała do województwa poznańskiego. Do roku 2013 miejscowość nazywała się Starkowiec Piątkowski.

## Zabytki
Do rejestru zabytków wpisane są: szkoła (obecnie dom nr 18) z początku XX wieku, pozostałości zespołu dworsko-folwarcznego (stodoła) wraz z parkiem krajobrazowym z lat 80. XIX wieku i dom nr 2 (murowany, z początku XX wieku). Na terenie wsi istnieją też pozostałości cmentarza ewangelickiego z resztkami ceglanej bramy.